# Wallace Alves da Silva
Wallace Alves da Silva (Ji-Paraná, 20 ottobre 1989) è un calciatore brasiliano, difensore del Daco-Getica Bucarest.

## Carriera

### Club
Il 1º luglio 2018 viene acquistato a titolo definitivo dalla squadra rumena del Voluntari.